# Sericochroa praelauta
Sericochroa praelauta är en fjärilsart som beskrevs av William Schaus 1911. Sericochroa praelauta ingår i släktet Sericochroa och familjen tandspinnare. Inga underarter finns listade i Catalogue of Life.